# Robert William Paul
Robert William Paul, meglio noto come Robert W. Paul (Londra, 3 ottobre 1869 – Londra, 28 marzo 1943), è stato un regista, ingegnere e inventore inglese.
È ricordato, tra l'altro, per l'invenzione del teatrografo.

## Biografia
Paul iniziò a lavorare come ingegnere presso la Elliot Brothers, una fabbrica di strumenti scientifici di Londra. Nel 1891 si mise in proprio, fondando la Robert W. Paul Instrument Company. Tre anni dopo, due uomini d'affari greci gli sottoposero un cinetoscopio, chiedendogli di farne delle copie. Dopo un primo rifiuto, Paul scoprì che Edison non aveva brevettato la sua invenzione nel Regno Unito, e diede inizio alla produzione; uno dei suoi cinetoscopi fu comprato da Georges Méliès. Sebbene Edison avesse tenuto segreto il funzionamento dello strumento necessario per creare i film per il cinetoscopio, Paul riuscì a realizzare a questo scopo una versione rudimentale di cinepresa, che poi raffinò in collaborazione con l'esperto di attrezzature fotografiche Birt Acres.
Paul cercò di contattare Edison per mettersi in affari con lui, ma ricevette un rifiuto. Continuando a occuparsi di cinetoscopi, iniziò a contemplare l'idea di proiettare le immagini su uno schermo (possibilità che Edison non aveva considerato). Nel 1896 giunse a sviluppare un proprio sistema di proiezione, il teatrografo, nello stesso periodo in cui lo stesso risultato veniva ottenuto dai fratelli Lumière. Un proiettore di progettazione di Paul fu installato nella prestigiosa Alhambra Music Hall di Leicester Square, a Londra. Lo stesso Paul viaggiò per diversi anni nel Regno Unito e nelle colonie dell'Impero britannico per fare dimostrazioni pratiche della sua invenzione.
Paul era anche il primo utilizzatore delle tecnologie che andava realizzando nel settore cinematografico. Creò numerosi film e documentari, svolgendo il doppio ruolo di regista e cameraman, e riuscendo anche a vendere molte delle sue opere alle prime società di distribuzione che nascevano in quegli anni. A lui vengono attribuite alcune innovazioni fondamentali dei primi anni del cinema, quali l'uso di primi piani e il montaggio di scene diverse in una singola pellicola. Per questi motivi, molti dei primi cineasti lo chiamavano rispettosamente "Daddy Paul" ("Papà Paul").
Mentre sperimentava nel cinema, Paul portò avanti anche il progetto di altri strumenti, creandosi una reputazione a livello internazionale per la qualità delle sue produzioni; una delle più rinomate era il suo galvanometro, chiamato "Unipivot". Il crescente prestigio della Robert W. Paul Instrument Company portò Paul ad abbandonare progressivamente il cinema già alla fine degli anni 1900. Con lo scoppio della prima guerra mondiale diresse le proprie energie su strumentazione bellica, realizzando tra l'altro un pionieristico sistema di telegrafia senza fili e diversi apparecchi per la navigazione sottomarina. Nel 1919, la Robert W. Paul Instrument Company fu acquisita dalla Cambridge Scientific Instrument Company.

## Filmografia parziale

### Produttore
- Rough Sea at Dover, co-regia di Birt Acres (1895)
- Tom Merry, Lightning Cartoonist, regia di Birt Acres (1895)
- Tom Merry, Lightning Cartoonist II, regia di Birt Acres (1895)
- The Oxford and Cambridge University Boat Race, regia di Birt Acres (1895)
- The Derby 1895, regia di Birt Acres (1895)
- Smith and Machinery at Work, regia di Birt Acres (1895)
- Shoeblack at Work in a London Street, regia di Birt Acres (1895)
- Opening of the Kiel Canal, regia di Birt Acres (1895)
- Highgate Tunnel: Goods Train (1895)
- Cricketer Jumping Over Garden Gate (1895)
- Clovelly Cottage, Barnet (1895)
- Charge of the Uhlans, regia di Birt Acres (1895)
- The Derby, regia di Robert W. Paul (1896)
- The Bathers, regia di Henry Short (1896)
- Royal Train, regia di Robert W. Paul (1896)
- Portuguese Railway Train, regia di Henry Short (1896)
- On Westminster Bridge, regia di Robert W. Paul (1896)
- Hyde Park Bicycling Scene, regia di Robert W. Paul (1896)
- Blackfriars Bridge, regia di Robert W. Paul (1896)
- Andalusian Dance, regia di Henry Short (1896)
- Dancing Girls, regia di Birt Acres (1896)
- Trilby Burlesque, regia di Robert W. Paul (1896)
- The Soldier's Courtship, regia di Alfred Moul (1896)
- The Twins' Tea Party, regia di Robert W. Paul (1896)
- The Mysterious Rabbit (1896)
- The Egg-Laying Man, regia di Cecil M. Hepworth (1896)
- Landing at Low Tide, regia di Birt Acres (1896)
- Devant's Hand Shadows (1896)
- Devant's Exhibition of Paper Folding (1896)
- Chirgwin Plays a Scotch Reel (1896)
- Chirgwin in His Humorous Business (1896)

- Marquis (1897)
- Mountainous (1897)
- A Switchback Railway (1898)
- Upside Down; or, The Human Flies, regia di Walter R. Booth (1899)
- Drat That Boy (1904)